# Trochalus rosettae
Trochalus rosettae är en skalbaggsart som beskrevs av Frey 1976. Trochalus rosettae ingår i släktet Trochalus och familjen Melolonthidae. Inga underarter finns listade i Catalogue of Life.